# Tori Kelly
Victoria Loren "Tori" Kelly (14 de desembre de 1992) és una cantant i compositora estatunidenca. El primer senzill del seu àlbum d'estudi debut es va dir «Nobody Love», el qual va ser publicat el 8 de febrer de 2015. Ha aparegut en programes de televisió com American Idol i The Voice

## Discografia
- Handmade Songs by Tori Kelly (2012)
- Foreword (2013)
- Unbreakable Smile (2015)
- Hiding place (2018)
- Inspired by True Events (2019)

## Pel·lícules
- Canta
- Canta 2